# Iyowa
Iyowa  (いよわ?) (Tokyo, 23 settembre 2000) è un musicista, paroliere e compositore giapponese, produttore Vocaloid, cantautore e illustratore.
È noto soprattutto per il suo singolo del 2021 Kyu-kurarin (きゅうくらりん?), che è stato visualizzato più di 85 milioni di volte su YouTube. Il suo nome d'arte è rappresentato dai kanji 胃 (I?, stomaco) e 弱い (yowai?, debole), letteralmente "Stomaco debole". Lo stesso artista ha rilasciato una dichiarazione sul suo nome, come si legge dalla descrizione del video di Kyu-Kurarin, "Il mio stomaco è debole, quindi sono Iyowa (胃が弱いからいよわです?, I ga yowai karai Iyowadesu)".
Iyowa è uno studente universitario. Dopo la laurea, ha intenzione di continuare a lavorare come produttore.

## Biografia
Iyowa ha iniziato ad interessarsi alla musica alle elementari, giocando a comporre tramite il software per Nintendo DS Daigasso! Band Brothers (大合奏!バンドブラザーズ?). Durante le scuole medie si è avvicinato alla musica Vocaloid, rimanendo colpito dal brano Children Record di Jin (altro artista vocaloid molto apprezzato in patria).
Ha debuttato nel 2018 pubblicando brani originali su Nico Nico Dōga. Nello stesso anno è uscito il suo primo singolo, Shuumatsu no Otenki (終末のお天気?), seguito nel 2019 dall’album di debutto Sleeping Pink Noise (ねむるピンクノイズ?), inizialmente disponibile solo su CD e poi anche in streaming.
Nel 2020 ha fondato la propria etichetta, Igusuri Records, pubblicando il singolo Clover Knight (くろうばあないと?). L’anno seguente è uscito Kyu-kurarin, brano che ha ottenuto grande successo su YouTube e Niconico, diventando uno dei più longevi nella classifica Niconico Vocaloid Songs Top 20. I testi del brano alludono alla depressione e al suicidio, e molti utenti ne hanno discusso il significato. Viene incluso nell’album Watashi no Heritage (わたしのヘリテージ?), pubblicato a dicembre 2019. L'album ha debuttato al numero 50 nella Billboard Japan Hot Albums, e diventa il suo primo ingresso in classifica.
Il 22 ottobre 2022 ha pubblicato Netsu ijō (熱異常?, Anomalia termica) con la vocal synth virtuale Adachi Rei, che ha riscosso notevole successo nella VOCALOID Collection 2022 Autumn. Il 7 dicembre dello stesso anno, il singolo Chikyū no ura (地球の裏?) ha raggiunto la vetta della classifica dei singoli Niconico Vocaloid Songs Top 20 di Billboard Japan, da poco istituita. Sei mesi dopo segue anche il brano Momo iro no kagi (ももいろの鍵?), scritto per il gioco Hatsune Miku: Colorful Stage!. Questo brano decreta il successo nazionale di Iyowa come artista.
Nel 2023 ha collaborato con la cantante Mai Fuchigami e prodotto Zanshi (残滓?) per Saori Hayami contenuto nell'album Shiro to Hanataba (白と花束?).
A febbraio 2024 ha pubblicato Journey's Prequels, Journey's Traces (たびのまえ、たびのあと?, Tabi no mae, tabi no ato) con la cantante virtuale Hatsune Miku. La canzone è tratta da Pokemon feat. Hatsune Miku Project VOLTAGE 18 Types/Songs, un progetto collaborativo tra il franchise multimediale giapponese Pokémon e Hatsune Miku. Sempre nel 2024 ha pubblicato il suo terzo album Films, Sunny Spots, Graduations (映画、陽だまり、卒業式?, Eiga, hidamari, sotsugyōshiki) che ha raggiunto la top 10 delle classifiche Oricon e Billboard Japan.

## Stile musicale ed influenze
Iyowa si distingue per uno stile compositivo eclettico che fonde elementi pop e rock con arrangiamenti elettronici, spesso caratterizzati da ritmi sincopati e melodie vocali ricche di sfumature emotive. Le sue canzoni si avvalgono di strutture dinamiche e complesse, e mostrano una spiccata sensibilità per l’uso narrativo della voce sintetica. Nel 2022, ha descritto la propria musica come "Musica forte, caratteristica e stravagante".
I video musicali Vocaloid sono generalmente commissionati a una persona diversa dal compositore, ma Iyowa produce tutti i suoi video musicali e le sue canzoni. Ha attribuito questo al motivo: "Avevo paura di avere un video musicale prodotto da qualcuno che non avevo mai incontrato prima".  I personaggi che compaiono nei suoi video musicali, quasi ogni volta femminili, secondo le sue dichiarazioni si chiamano "Iyowa Girls", e si è detto molto felice di vedere le loro fan art.
Iyowa ha citato Harumaki Gohan (con cui oggi collabora strettamente, essendo illustratore dello Studio Gohan), Nuyuri ed Enon Kawatani dei Gesu no Kiwami Otome come sue principali influenze musicali. In particolare Kawatani è una forte ispirazione per Iyowa e molte delle sue canzoni sono influenzate dalle sue opere. Ha anche affermato di essere influenzato dal Kagerou Project di Jin, un progetto multimediale creato dall'omonimo producer.

## Discografia

### Album in studio
- 2019 - ねむるピンクノイズ (Nemuru pinkunoizu?) (autoprodotto)
- 2021 - わたしのヘリテージ (Watashi no Heritage?) (Igusuri Records)[30]
- 2024 - 映画、陽だまり、卒業式 (Eiga, hidamari, sotsugyōshiki?) (Igusuri Records)[30]

### EP
- 2019 - 夢遊絶頂感 (Yumeyū zetchō-kan?) (autoprodotto)

### Singoli
- 2020 - くろうばあないと (Kurōba a naito?)
- 2020 - ポプリさん (Popuri-san?)
- 2020 - 黄金数 (Ōgonsū?)
- 2020 - さよならジャックポット (Sayonara?) jakkupotto
- 2020 - 1000年生きてる (1000-Nen iki teru?)
- 2021 - オーバー！ (Ōbā!?)
- 2021 - たぶん終わり (Tabun owari?)
- 2021 - あだぽしゃ (Ada po sha?)
- 2021 - きゅうくらりん (Kyu-kurarin?)
- 2021 - われらはハレ (Ware-ra wa hare?)
- 2022 - パジャミィ (Pajamyi?)
- 2022 - ふぇのめのん (Fenomenon?)
- 2022 - Akuma!
- 2022 - ぷらいまり (Puraimari?)
- 2022 - 熱異常 (Netsu ijō?) (feat. Adachi Rei)
- 2023 - 異星にいこうね (Isei ni ikou ne?) (feat. SEKAI)
- 2023 - 頬が乾くまで (Hoho ga kawaku made?)
- 2023 - 地球の裏 (Chikyū no ura?) (feat. RIME)
- 2023 - つづみぐさ (Tsudzu mi gusa?)
- 2023 - 大女優さん (Dai joyū-san?)
- 2023 - 一千光年 (Ichi sen-kōnen?)
- 2024 - バベル (Baberu?)
- 2024 - ももいろの鍵 (Momo iro no kagi?)
- 2024 - ゆめみるうろこ (Yumemiru uroko?)
- 2024 - たびのまえ、たびのあと (Tabi no mae, tabi no ato?) (feat. Hatsune Miku)
- 2024 - ファイアঌフライ (Faia l̥ furai?) (con Nilfruits)
- 2024 - うわがき (Uwa gaki?)

### Collaborazioni con altri artisti
- 2019 - アザレアに告ぐ（いよわRemix） (Azarea ni tsugu (Iyowa Remix)?) (manika
- 2020 - アストレアの失望 (Asutorea no shitsubō?) (ぐちり feat. Iyowa)
- 2021 - オクタゴン feat.いよわ (Okutagon feat. Iyowa?) (ちいたな
- 2021 - 私論理（いよわRemix） (Watashi ronri (Iyowa Remix)?) (花譜
- 2022 - Groovy Music Tape [いよわ Remix] (Haruka Kudō
- 2022 - 慈愛は滴り (Jiai wa shitatari?) (SEE
- 2022 - ビッグブリッヂの死闘（Final Fantasy V） (Bigguburiddjinoshitō（Final Fantasy V）?) (Square Enix Music
- 2022 - 僕だけが三月に取り残されている（いよわ Remix） (Boku dake ga sangatsu ni torinokosa rete iru (Iyo wa Remix)?) (manika
- 2022 - カポタスト feat.いよわ (Kapotasuto feat. Iyowa?) (BCNO
- 2023 - Cloudsurf (yuigot & いよわ)